# The Incredible Hulk (jeu vidéo, 1994)
 (octobre 2019).
Si vous disposez d'ouvrages ou d'articles de référence ou si vous connaissez des sites web de qualité traitant du thème abordé ici, merci de compléter l'article en donnant les références utiles à sa vérifiabilité et en les liant à la section « Notes et références ».
Pour les articles homonymes, voir Hulk (homonymie).
The Incredible Hulk est un jeu vidéo d'action sorti en 1994 sur Master System, Mega Drive et Super Nintendo, puis en 1995 sur Game Gear. Le jeu a été développé par Probe Entertainment et édité par U.S. Gold. Il est basé sur le comics The Incredible Hulk.